# سكوت برامفيلد
سكوت برامفيلد (بالإنجليزية: Scott Brumfield)‏ هو لاعب كرة قدم أمريكية أمريكي، ولد في 19 أغسطس 1970 في سولت ليك في الولايات المتحدة.